# Cunami Szatosi
Cunami Szatosi (Tokió, 1961. augusztus 14. –) japán válogatott labdarúgó, edző.
A japán válogatott tagjaként részt vett az 1992-es Ázsia-kupán.

## Statisztika
| Japán válogatott | Japán válogatott | Japán válogatott |
| Időszak          | Mérk.            | gól              |
| ---------------- | ---------------- | ---------------- |
| 1980             | 3                | 0                |
| 1981             | 7                | 0                |
| 1982             | 8                | 0                |
| 1983             | 10               | 0                |
| 1984             | 5                | 0                |
| 1985             | 7                | 0                |
| 1986             | 5                | 2                |
| 1987             | 10               | 0                |
| 1988             | 0                | 0                |
| 1989             | 0                | 0                |
| 1990             | 0                | 0                |
| 1991             | 0                | 0                |
| 1992             | 10               | 0                |
| 1993             | 10               | 0                |
| 1994             | 0                | 0                |
| 1995             | 3                | 0                |
| Összesen         | 78               | 2                |

### Edzői statisztika
| Csapat         | Nemzet   | –tól     | –ig      | Mérkőzések | Mérkőzések | Mérkőzések | Mérkőzések | Mérkőzések |
| Csapat         | Nemzet   | –tól     | –ig      | M          | Gy         | V          | D          | Gy %       |
| -------------- | -------- | -------- | -------- | ---------- | ---------- | ---------- | ---------- | ---------- |
| Vegalta Sendai | Japán    | 2005     | 2005     | 44         | 19         | 11         | 14         | 43,2       |
| Cerezo Osaka   | Japán    | 2007     | 2007     | 13         | 4          | 3          | 6          | 30,8       |
| Yokohama FC    | Japán    | 2008     | 2008     | 42         | 11         | 17         | 14         | 26,2       |
| Összesen       | Összesen | Összesen | Összesen | 99         | 34         | 31         | 34         | 34,3       |